# Meet John Doe
Meet John Doe is een filmkomedie uit 1941 onder regie van Frank Capra met in de hoofdrol Gary Cooper en Barbara Stanwyck. Schrijvers Richard Connell en Robert Presnell Sr. werden hiervoor genomineerd voor de Academy Award voor het beste originele script. De film bevindt zich in het publiek domein.

## Verhaal
Als journalist Ann Mitchell (Stanwyck) een zelfmoordbrief met sociale klachten publiceert, besluiten de kranten dit uit te melken en huren ze de werkloze John Willoughby (Cooper) in om zich voor te doen als de man die de brief geschreven heeft...

## Rolverdeling
| Acteur               | Personage                       |
| -------------------- | ------------------------------- |
| Gary Cooper          | John Doe / Long John Willoughby |
| Barbara Stanwyck     | Ann Mitchell                    |
| Edward Arnold        | D.B. Norton                     |
| Walter Brennan       | The Colonel                     |
| Spring Byington      | Mrs. Mitchell                   |
| James Gleason        | Henry Connell                   |
| Gene Lockhart        | Mayor Lovett                    |
| Rod La Rocque        | Ted Sheldon                     |
| Irving Bacon         | "Beanie"                        |
| Regis Toomey         | Bert Hansen                     |
| J. Farrell MacDonald | "Sourpuss"                      |
| Harry Holman         | Mayor Hawkins                   |
| Warren Hymer         | "Angelface"                     |
| Andrew Tombes        | Spencer                         |
| Pierre Watkin        | Hammett                         |
| Stanley Andrews      | Western                         |
| Mitchell Lewis       | Bennett                         |
| Charles Wilson       | Charlie Dawson                  |
| Vaughan Glaser       | gouverneur                      |
| Sterling Holloway    | Dan                             |
| Harry Davenport      |                                 |
| Garry Owen           | schilder                        |